# Урнербоден
Урнербоден (нем. Urnerboden) — деревня в Швейцарии, в кантоне Ури.
Входит в коммуну Шпиринген, являясь её эксклавом.
Население составляет 40 человек (на 2003 год). Официальный код — 1218.

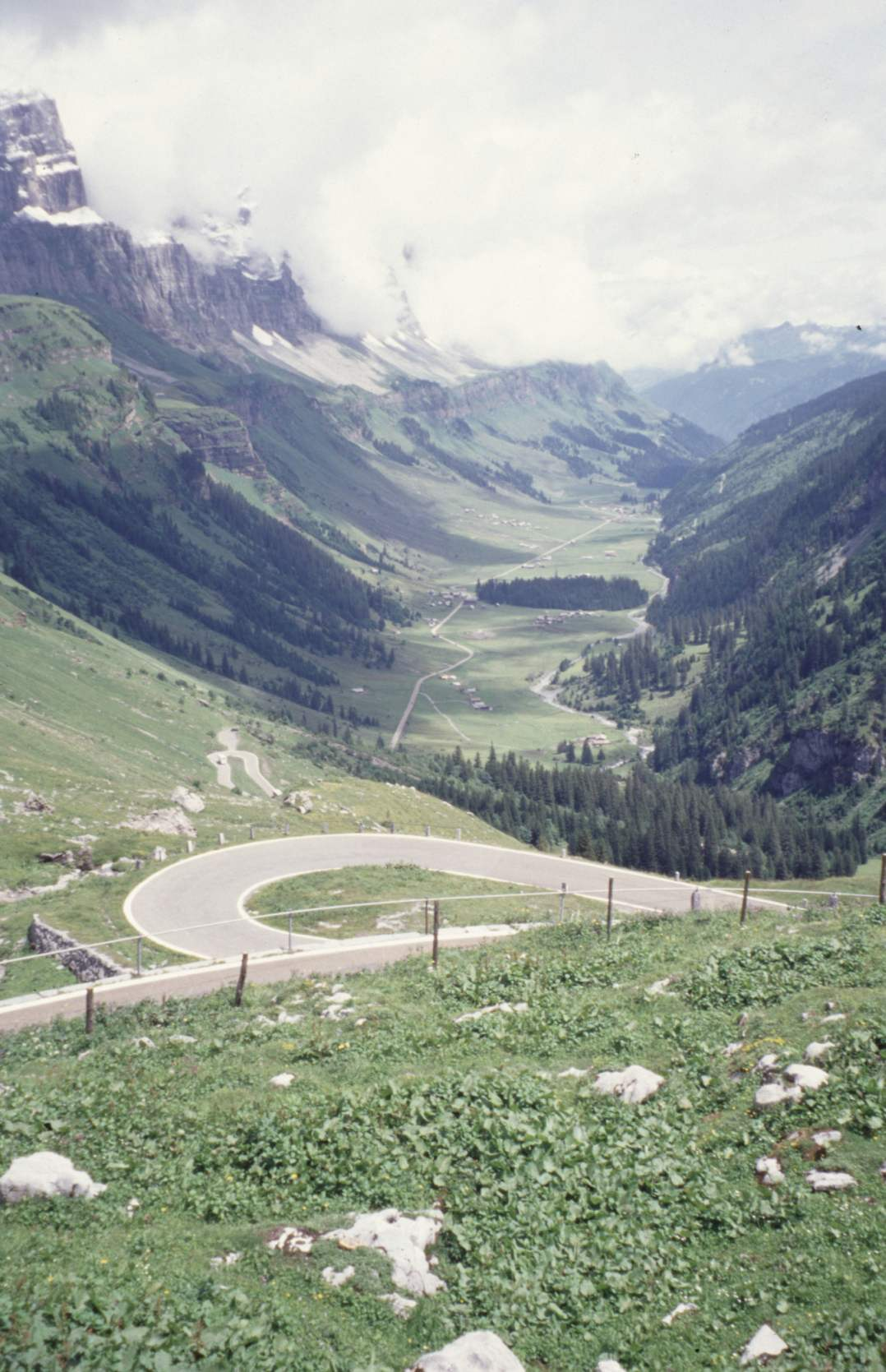
Урнербоден